# Direcció General d'Indústria i de la Petita i Mitjana Empresa
La Direcció General d'Indústria i de la Petita i Mitja Empresa és un òrgan de gestió de la Secretaria General d'Indústria i de la Petita i Mitjana Empresa del Ministeri d'Indústria, Comerç i Turisme.

## Funcions
La direcció general exerceix les funcions que l'encomana l'article 15 del Reial decret 531/2017:
- La proposta, execució, seguiment i avaluació de la política industrial i de les polítiques de suport i promoció de l'activitat de la petita i mitja empresa encaminada a la millora de la seva competitivitat, així com les propostes d'incorporació de les iniciatives industrials i de petita i mitja empresa internacionals i de la Unió Europea a l'àmbit nacional.
- L'elaboració, gestió i seguiment de programes i actuacions destinades a millorar la competitivitat i eficiència dels sectors productius o que generin valor per a les activitats industrials.[2]
- L'anàlisi, la proposta i la defensa dels preus industrials màxims i preus regulats dels medicaments i productes sanitaris que vagin a ser inclosos en la prestació farmacèutica del Sistema Nacional de Salut, amb l'objecte d'establir la posició del Ministeri d'Indústria, Comerç i Turisme en la Comissió Interministerial de Preus de Medicaments.
- L'anàlisi i l'avaluació de l'impacte de les actuacions derivades de l'aplicació, entre unes altres, de normativa tècnica i mediambiental sobre la competitivitat dels sectors industrials, així com l'elaboració de plans d'adaptació.
- La representació del Ministeri d'Indústria, Comerç i Turisme en institucions i grups de treball que abordin aspectes que afectin a la competitivitat dels sectors industrials, sense perjudici de les competències d'altres òrgans del departament.
- L'elaboració, seguiment i desenvolupament de programes i actuacions en matèria de qualitat i seguretat industrial i el desenvolupament d'infraestructures tècniques associades a aquestes, així com la normalització, acreditació i certificació de les empreses i productes industrials.
- L'elaboració i seguiment de disposicions reglamentàries en l'àmbit de la qualitat i seguretat industrial sobre productes i instal·lacions industrials prevists en la Llei 21/1992, de 16 de juliol, així com l'elaboració, seguiment i execució de les disposicions reglamentàries sobre homologació de vehicles, sistemes i components previstos en el text refós de la Llei sobre Tràfic, Circulació de Vehicles a Motor i Seguretat Viària, aprovat pel Reial decret Legislatiu 6/2015, de 30 d'octubre.
- La gestió del Registre Integrat Industrial en el marc de l'establert en la Llei 21/1992, de 16 de juliol, així com les noves seccions que es vagin creant derivades del desenvolupament reglamentari.
- L'elaboració, gestió i seguiment de plans de suport específics a sectors industrials, d'actuacions dirigides a millorar la competitivitat i eficiència dels sectors productius o que generin valor per a les activitats industrials, així com la coordinació de programes i actuacions destinades a promoure la modernització tecnològica de les empreses.
- La proposta d'iniciatives legislatives i reglamentàries de desenvolupament en el seu àmbit de competències.
- L'elaboració, gestió, seguiment i coordinació de programes i actuacions destinades a promoure la transformació digital de les empreses i la digitalització de la indústria.[3]
- L'elaboració, gestió i seguiment dels següents programes: programes dirigits a la indústria aeronàutica i espacial; programes estratègics i programes d'alt contingut tecnològic i innovació industrial; programes i actuacions dirigits a incrementar la competitivitat dels sectors industrials; programes dirigits a potenciar la implantació de sistemes de gestió i infraestructures destinades a incrementar la competitivitat industrial; i programes de cooperació públic-privada en àrees d'importància estratègica per als sectors industrials.
- L'execució de programes dirigits a enfortir els districtes industrials i les xarxes de col·laboració entre petites i mitges empreses i la gestió del Registre Especial d'Agrupacions Empresarials Innovadores del Ministeri d'Indústria, Comerç i Turisme, així com el suport a la constitució i consolidació de plataformes tecnològiques liderades per la indústria, en coordinació amb altres departaments o altres àrees d'aquest departament.
- L'anàlisi i les propostes de simplificació normativa i de reducció de càrregues administratives per les PIME. La cooperació amb altres departaments ministerials, amb les Comunitats Autònomes i Entitats Locals en la identificació i proposta d'actuacions destinades a simplificar i millorar les relacions de la PIME amb la Administració.
- L'anàlisi, les propostes de millora, desenvolupament i la divulgació de les fonts de finançament per a les petites i mitges empreses, així com el desenvolupament d'actuacions i programes dirigits a facilitar l'accés al finançament de la PIME, bé directament, o instrumentats a través de les societats CERSA i ENISA.
- La presidència i la participació en la Comissió d'avaluació per la qual s'estableixen els requisits als quals hauran d'ajustar-se els Convenis de Promoció de Fons de Titulització d'Actius per afavorir el Finançament Empresarial (FTPYME), així com la resta de les quals se li atribueixen en la normativa vigent a aquests Fons.
- L'assistència tècnica i administrativa a la Conferència Sectorial d'Indústria i de la PIME, i les actuacions a desenvolupar en el marc del Consell Estatal de la PIME.[4]
- L'execució i seguiment de les polítiques del Govern orientades a facilitar la creació d'empreses, gestió del Centre d'Informació i Xarxa de Creació d'empreses (CIRCE) regulat pel Reial decret 682/2003, de 7 de juny, i assessorament als emprenedors i a petites i mitges empreses, la titularitat, administració i gestió del Punt d'Atenció a l'Emprenedor electrònic del Ministeri d'Indústria, Comerç i Turisme, així com la gestió de la plataforma «Emprèn en 3».[5]
- La gestió i administració de la Finestreta Única prevista en la Llei 17/2009, de 23 de novembre, sobre el lliure accés a les activitats de serveis i el seu exercici.
- El seguiment de l'evolució de la morositat i resultats de l'eficàcia de la Llei 15/2010, de 5 de juliol, de modificació de la Llei 3/2004, de 29 de desembre, per la qual s'estableixen mesures de lluita contra la morositat en les operacions comercials, sense perjudici de les competències que puguin correspondre a altres departaments ministerials.
- La participació en les activitats derivades de la pertinença d'Espanya a organismes internacionals i en general de les relacions bilaterals i multilaterals en política industrial i de la petita i mitja empresa, així com l'impuls i desenvolupament de les activitats necessàries per a acomplir els compromisos i programes europeus i internacionals de suport a la indústria i a la petita i mitja empresa, especialment els que deriven de la «Llei de la Petita Empresa» europea, del Consell Europeu i de l'OCDE, a més de representació de la Administració General de l'Estat en els Comitès de l'OCDE i de la Unió Europea en el seu àmbit de competència.
- El desenvolupament d'actuacions de l'empreniment, així com la difusió d'informació d'interès directe per a les petites i mitges empreses, la gestió i desenvolupament del portal PIME, així com d'altres pàgines web de la Direcció general d'Indústria i de la Petita i Mitja Empresa relatives a emprenedors i PIME.
- La planificació, coordinació global i de la gestió administrativa i economicofinancera dels programes d'ajudes públiques que siguin competència de la Direcció general d'Indústria i de la Petita i Mitja Empresa, així com el seguiment i control centralitzat amb criteris coordinats i homogenis del compliment de les obligacions contretes pels beneficiaris de les ajudes, i el control del risc de les operacions, així com la proposta i implantació de les mesures necessàries per evitar-ho.
- La realització d'estudis, estadístiques, bases de dades, informes i anàlisis de la indústria d'àmbit sectorial, regional i agregat i per al seguiment i avaluació de les polítiques realitzades per la Direcció general d'Indústria i de la Petita i Mitja Empresa en matèria de petita i mitja empresa.
- Qualssevol altres actuacions que li siguin encomanades pel Secretari General d'Indústria i de la Petita i Mitjana Empresa.

## Estructura
De la Direcció general depenen els següents òrgans:
- Subdirecció General de Polítiques Sectorials Industrials.
- Subdirecció General de Qualitat i Seguretat Industrial.
- Subdirecció General d'Àrees i Programes Industrials.
- Subdirecció General de Digitalització de la Indústria i Entorns Col·laboratius.
- Subdirecció General de Suport a la PIME.
- Subdirecció General de Gestió i Execució de Programes.

## Titulars
- Manuel Valle Muñoz (6 de gener de 2012-30 d'agost de 2014)[6][7]
- Víctor Audera López (30 d'agost de 2014-19 de novembre de 2016)[8][9]
- Mario Fernando Buisán García (19 de novembre de 2016-30 de juny de 2018)[10][11]
- Galo Gutiérrez Monzonís (30 de juny de 2018-present)[12]